# 제3회 서울독립영화제
제3회 서울독립영화제는 1977년 6월 10일에 열린 시상식이다.

## 수상 및 후보

### KT&G상상마당상
- 일공팔 - 김원영, 양윤자 수상
- 고옥 - 김영준 수상

### 기획상
- 서울 7000 - 김홍준, 황주호 수상

### 촬영상
- 일공팔 - 이화여대 시청각교육학과 시네마부 수상

### 편집상
- 선 - 이한상 수상

### 저축우수상
- 패 - 신상용 수상

### YES24상
- 윤회생사 - 김수남 수상